# Slovenski oktet
Slovenski oktet je slovenska pevska zasedba. Nastal je na spodbudo slovenskih izseljencev v Združenih državah Amerike, ki so želeli svojo slovensko zavest v tujem kraju utrditi in oplemenititi z domačo pesmijo »iz starega kraja«.

## Zgodovina
Na znameniti avdiciji, ki jo je razpisalo Ministrstvo za kulturo v sodelovanju s Slovensko izseljensko matico v prostorih Slovenske filharmonije v Ljubljani 27. septembra 1951, je izbrana komisija potrdila zasedbo, ki je odlično zazvenela v akordih ene najbolj preprostih, a obenem najbolj priljubljenih ljudskih pesmi Pri farni cerkvici. Janez Lipušček, Gašper Dermota, Marij Kogoj, Božo Grošelj, Roman Petrovčič, Tone Kozlevčar, Tone Petrovčič in Artur Šulc ter njihov prvi umetniški vodja Janez Bole so ustvarili nov mejnik slovenske pevske kulture.

## Slovenski oktet danes
Nova pot Slovenskega okteta se je začela s pomembno prenovo ansambla leta 1996, ko se je oktet tudi pravno ustanovil kot Kulturno društvo Slovenski oktet.

### Zasedba
- Rok Ferenčak – prvi tenor
- Andrej Oder – prvi tenor
- David Jagodic – drugi tenor
- Janez Triler – drugi tenor
- Jože Vidic – bariton
- Darko Vidic – bariton
- Matej Voje – bas
- Janko Volčanšek – bas

### Umetniški vodja
- Jože Vidic (2008–danes)

### Predsednik
- Jože Vidic (2007–danes)

## Nekdanji člani

### Prvi tenor
Gašper Dermota (1951–1966), Janez Lipušček (1951–1965), Rudolf Francl (1966–1967), Danilo Čadež (1966–1996), Jože Kores (1966–1978), Igor Ziernfeld (1978–1996), Andrej Ropas (1996–2010), Rajko Meserko (2010–2014), Vladimir Čadež (1996–2018), Tim Ribič (2014–2019)

### Drugi tenor
Božo Grošelj (1951–1978), Marij Kogoj (1951–1966), Peter Ambrož (1966–1996, 1999–2000), Marjan Trček (1992–1996, 2010–2016), Jože Banič (1978–1992, 1996–1999), Rajko Meserko (2000–2010, 2016–2018)

### Bariton
Tone Kozlevčar (1951–1978), Roman Petrovčič (1951–1960), Andrej Štrukelj (1960–1978), Samo Vremšak (1978), Peter Bedjanič (1978–1996), Tomaž Tozon (1978–1996), Zdravko Perger (1996–2000), Primož Dekleva (2000–2010)

### Bas
Tone Petrovčič (1951–1960), Artur Šulc (1951–1960), Dragiša Ognjanović (1960–1967), Marjan Štefančič (1960–1992),  Peter Čare (1966–1996), Borut Gorinšek (1991–1996), Juraj Pajanović (1996–2000), Armando Mariutti (2000), Tomaž Zadnikar (2001–2002)

### Umetniški vodje
Janez Bole (1951–1957), Valens Vodušek (1957–1972), Darijan Božič (1972–1974), Anton Nanut (1974–1999), Mirko Cuderman (2000–2008)

### Predsedniki
Boris Trampuž (1951–1957), Bogdan Pogačnik (1957–1997), Anton Bebler (1997–2007)

## Zasedbe
Povsem natačno vseh postav ni mogoče zapisati, saj so nekater pevci peli eno leto, spet drugi so v predvidevanju zamenjav obiskovali vaje že leto prej; menjava je sledila iz ene sezone v drugo, ki pa je bila v istem letu. Nekateri pevci so peli tudi v alternaciji.
- Gašper Dermota, Janez Lipušček, Marij Kogoj (tenorist), Božo Grošelj, Tone Kozlevčar, Roman Petrovčič, Artur Šulc, Tone Petrovčič (1951–1960)
- Gašper Dermota, Janez Lipušček, Marij Kogoj (tenorist), Božo Grošelj, Tone Kozlevčar, Andrej Štrukelj, Marjan Štefančič, Dragiša (1960–1965)
- Gašper Dermota, Rudolf Francl, Danilo Čadež, Marij Kogoj, Božo Grošelj, Tone Kozlevčar, Andrej Štrukelj, Marjan Štefančič, Dragiša Ognjanovič (1966)
- Danilo Čadež, Jože Kores, Peter Ambrož, Božo Grošelj, Andrej Štrukelj, Tone Kozlevčar, Marjan Štefančič, Peter Čare (1967–1978)
- Danilo Čadež, Igor Ziernfeld, Peter Ambrož, Jože Banič, Peter Bedjanič, Samo Vremšak, Marjan Štefančič, Peter Čare (1978)
- Danilo Čadež, Igor Ziernfeld, Peter Ambrož, Jože Banič, Peter Bedjanič, Tomaž Tozon, Marjan Štefančič, Peter Čare (1978–1991)
- Danilo Čadež, Igor Ziernfeld, Peter Ambrož, Marjan Trček, Peter Bedjanič, Tomaž Tozon, Peter Čare, Borut Gorinšek (1991–1996)
- Vladimir Čadež, Andrej Ropas, Janez Triler, Jože Banič, Jože Vidic, Zdravko Perger, Matej Voje, Juraj Pajanović (1996–2000)
- Vladimir Čadež, Andrej Ropas, Janez Triler, Peter Ambrož, Jože Vidic, Zdravko Perger, Matej Voje, Juraj Pajanović (2000)
- Vladimir Čadež, Andrej Ropas, Janez Triler, Rajko Meserko, Jože Vidic, Primož Dekleva, Matej Voje, Armando Mariutti (2000–2001)
- Vladimir Čadež, Andrej Ropas, Janez Triler, Rajko Meserko, Jože Vidic, Primož Dekleva, Matej Voje, Tomaž Zadnikar (2001–2002)
- Vladimir Čadež, Andrej Ropas, Janez Triler, Rajko Meserko, Jože Vidic, Primož Dekleva, Matej Voje, Janko Volčanšek (2002–2010)[1]
- Vladimir Čadež, Rajko Meserko, Janez Triler, Marjan Trček, Jože Vidic, Darko Vidic, Matej Voje, Janko Volčanšek (2010–2014)
- Vladimir Čadež, Tim Ribič, Janez Triler, Marjan Trček, Jože Vidic, Darko Vidic, Matej Voje, Janko Volčanšek (2014–2016)
- Vladimir Čadež, Tim Ribič, Janez Triler, Rajko Meserko, Jože Vidic, Darko Vidic, Matej Voje, Janko Volčanšek (od 2016)
- Tim Ribič, Rok Ferenčak, Janez Triler, David Jagodic, Jože Vidic, Darko Vidic, Matej Voje, Janko Volčanšek (od 2018)
- Rok Ferenčak, Andrej Oder, Janez Triler, David Jagodic, Jože Vidic, Darko Vidic, Matej Voje, Janko Volčanšek (od 2019)

## Nastopi, koncerti in drugo
Slovenski oktet je imel po Evropi, Aziji, Afriki, Ameriki in Avstraliji, doma v Sloveniji in med Slovenci v Italiji in Avstriji več kot 6000 samostojnih koncertov.

## Diskografija

### Vinilne plošče
- Yugoslav folk songs. Philips, N OO717R, 1954
- Yugoslav rhapsody/Yugoslav folk songs. Epic, LC 3071, 1954
- Jugoslawische/Russische Volkslieder. Grammoclub Ex Libris, GC 610, 1957/1958
- Jugoslawische und russische Volkslieder. Europäischer Phonoklub, 3402
- Das Slowenische Oktet singt. Grammoclub Ex Libris, GC 672, 1957/1958
- Ljetne igre * Festival Dubrovnik 1961. RTB, LP-I/F-0102, 1962
- Folk songs of Slovenia. G & M Records, 2518, 1963
- Ko so fantje proti vasi šli. Greyco Recording Co., GLPS 1012, 1963
- Marko skače. RTB, LP-I-1129/LP1129, 1964/1965
- Jacobus Gallus Carniolus: Moteti, Madrigali. Mladinska knjiga, G/M 3, 1964/1965
- Slovenske narodne pesmi. Mladinska knjiga, G/M 4, 1964/1965
- Božične pesmi. Mladinska knjiga, U-LP-16, 1966
- Christmas with the Slovenian octet/Božič s Slovenskim oktetom. Greyko Recording Co., GLPS 1016, 1966
- Yugoslavia's Slovenski oktet on Tour. Greyko Recording Co., GLPS 1018, 1966/1967
- Juhe, pojdem u Škufeče Slovenia records Chicago Ill., Sl-5 L80w-1341, 1966/1967
- Večernji zvon. RTB, EP 17105, 1966/1968
- Slovenski oktet poje. Gallus Mladinska knjiga&Decca, LP 41, 1969
- Katrca. Helidon, FLP 03-003, 1970
- Sedem rož. Helidon, FLP 09-009, 1972
- S pesmijo okrog sveta. Helidon, FLP 09-012, 1973
- Nocoj, pa oh nocoj. RTB, LPV1246, 1973
- 25 let. Helidon, FLP 09-018/1-3, 1977
- Stokrat na zdravje I. Helidon, EP-135, 1979
- Stokrat na zdravje II. Helidon, EP-136, 1979
- Makedonska pravoslavna crkva. Bogoslovski fakultet »Sveti Kliment Ohridski«, POR-024, 1981
- Nocoj in vselej. Založba kaset in plošč RTL, LD 0700, 1981/1983
- The slovenian mastersingers of Yugoslavia. Založba kaset in plošč RTL, LD 1470, 1987

### Kasete
- Ribniška. Produkcija kaset in plošč RTL, 001, 1970
- Marko skače. RTB, NK 10019, 1970/1971
- Bratci veseli vsi. Produkcija kaset in plošč RTL, 112, 1973
- Sedem rož. Helidon, K 15 09-009, 1972/1976
- S pesmijo okrog sveta. Helidon, K 16 012 09, 1973/1976
- Nocoj, pa oh nocoj. RTB, NK 10265, 1976/1977
- Nocoj in vselej. Založba kaset in plošč RTL, KD 0700, 1981/1983
- Božične pesmi. Založba kaset in plošč RTL, KD 0935, 1983
- Live from international Dubrovnik festival
- Slovenian mastersingers from Yugoslavia. Založba kaset in plošč RTL, KD 1470, 1984
- Katrca. Helidon, K209, 1986
- Domovini. Založba kaset in plošč RTL, KD 2057, 1990/1991
- Nicolai Gedda in Slovenski oktet. Založba kaset in plošč RTV Slovenija, KD 2199, 1993
- Bratci veseli vsi. Založba kaset in plošč RTV Slovenija, KD 2338, 1995
- Nocoj in vselej. RTV Slovenija, ZKP 326165, 2001

### Digitalne plošče
- Katrca. Helidon, 6.790001, 1989
- Domovini. RTV Slovenija, ZKP RTVS DD0066, 1991
- Nicolai Gedda in Slovenski oktet. RTV Slovenija, ZKP RTVS DD0118, 1993
- Bratci veseli vsi. RTV Slovenija, ZKP RTVS DD0238, 1995
- The mastersingers of Slovenia. RTV Slovenija, ZKP RTVS DD0247, 1995
- The mastersingers of Slovenia. RTV Slovenija, ZKP RTVS DD0300, 1996
- Najlepše božične pesmi. RTV Slovenija, ZKP RTVS DD0346, 1996
- Mojcej. Helidon, 6790018, 1996
- Stokrat na zdravje!. RTV Slovenija, ZKP RTVS 104176, 1998
- Nocoj in vselej. RTV Slovenija, ZKP RTVS 106484, 2001
- Slovenske umetne in ljudske pesmi. KD Slovenski oktet, SO-001, 2003
- Buskelce. KD Slovenski oktet, SO-002, 2005
- Pri farni cerkvici. KD Slovenski oktet, 2006
- Pa se sliš. RTV Slovenija, ZKP RTVS 109799, 2006
- Arhivski posnetki Slovenskega okteta iz obdobja od 2002 do 2006. KD Slovenski oktet, 2009
- Kaktus. KD Slovenski oktet, 2010
- Božič s Slovenskim oktetom. KD Slovenski oktet, 2012
- Drumǝlca, KD Slovenki oktet, 2021